# 川口満里奈
川口 満里奈（かわぐち まりな、1989年7月3日 -）は、日本のフリーアナウンサー。元山形放送（YBC）所属。

## プロフィール
2012年に山形放送入社。2014年度のNNNアナウンス大賞新人部門で優秀賞を受賞。2017年3月末で山形放送を退社し、ホリプロ所属のフリーアナウンサーとなった。
趣味はエレクトーンと読書。エレクトーンは3歳から始め、中学時代からエレクトーン弾き歌いユニット「tina & tino」のtinaとして活動している。

## 担当番組

### 現在の担当番組
- ワクセル YouTubeチャンネル（不定期、スポーツ関係のゲストの際のMC）
- CHIBA PREFECTURE UPDATES（bayfm）

### 過去の担当番組
- ゲツキンラジオ ぱんぱかぱーん(YBCラジオ)（水曜日）（2012年4月 - 2014年3月）パーソナリティー
- やまがたZIP!（YBCテレビ） （不定期）ナレーション
- マル得交渉人 川口満里奈が行く!（YBCテレビ）（2013年）
- YBC news every.（YBCテレビ）（月～金）（2014年3月31日 - 2017年3月31日）メインキャスター
- ミュージックブランチ（YBCラジオ）（水曜日）（2016年4月 - 2017年3月）パーソナリティー
- 報道ライブ インサイドOUT（BS11）（月曜日 - 木曜日）（2018年4月2日 - 2021年9月30日）サブキャスター
- マイナビ Be a booster!（BS11）（木曜日）（2021年10月-）サブMC

#### その他
- 「ヤマハエレクトーンフェスティバル2022」ソロ演奏部門 グランドファイナル（司会）[3]
- 映画「大怪獣のあとしまつ」　（声の出演）